# Vanessa Kasper
Vanessa Marina Kasper (8 dicembre 1996) è una sciatrice alpina svizzera.

## Biografia
Specialista delle prove tecniche attiva dal novembre del 2011, in Coppa Europa Vanessa Kasper ha esordito il 6 gennaio 2014 a Zinal in slalom gigante, senza qualificarsi per la seconda manche, e ha colto il primo podio il 15 marzo 2016 a La Molina nella medesima specialità (2ª); sempre in slalom gigante ha debuttato in Coppa del Mondo, il 10 dicembre 2016 a Sestriere senza completare la prova, e ha ottenuto la prima vittoria in Coppa Europa, l'8 dicembre 2017 a Kvitfjell. Non ha preso parte a rassegne olimpiche o iridate.

## Palmarès

### Coppa del Mondo
- Miglior piazzamento in classifica generale: 97ª nel 2025

### Coppa Europa
- Miglior piazzamento in classifica generale: 14ª nel 2025
- 6 podi:
  - 2 vittorie
  - 2 secondi posti
  - 2 terzi posti

#### Coppa Europa - vittorie
| Data            | Località          | Paese    | Specialità |
| --------------- | ----------------- | -------- | ---------- |
| 8 dicembre 2017 | Kvitfjell         | Norvegia | GS         |
| 11 gennaio 2025 | Puy-Saint-Vincent | Francia  | GS         |

Legenda:

GS = slalom gigante

### Australia New Zealand Cup
- Miglior piazzamento in classifica generale: 3ª nel 2020
- 3 podi:
  - 2 secondi posti
  - 1 terzo posto

### Campionati svizzeri
- 3 medaglie:
  - 2 ori (slalom gigante nel 2024; slalom gigante nel 2025)
  - 1 bronzo (slalom gigante nel 2016)